# Bjørn Skogmo
Bjørn Skogmo, né le 12 décembre 1940 à Namsos (comté du Nord-Trøndelag, Norvège) est un diplomate norvégien.

## Biographie
Bjørn Skogmo a commencé à travailler pour le Ministère norvégien des Affaires étrangères en 1969. Il a ensuite été ambassadeur des Nations unies à Genève de 1994 à 2002, assistant de sous-secrétaire au Ministère norvégien des Affaires étrangères, et ambassadeur de Norvège en France de 2005 à 2009.